# ان‌جی‌سی ۱۱۴
ان‌جی‌سی ۱۱۴ (به انگلیسی: NGC 114) یک کهکشان عدسی با قدر ظاهری ۱۵ است که در صورت فلکی نهنگ قرار دارد.